# Final Girl (película)
Final Girl es una película de acción de terror y suspenso de 2015 dirigida por Tyler Shields en su debut como director, y escrita por Adam Prince basada en la historia de Stephen Scarlata, Alejandro Seri y Johnny Silver. Es protagonizada por Abigail Breslin, Alexander Ludwig, y Wes Bentley. Cinedigm le dio un estreno limitado y a través de video on demand el 14 de agosto de 2015.

## Sinopsis
Un hombre le enseña a una joven cómo convertirse en un arma letal. Su misión es acercarse a un grupo de adolescentes sádicos que matan mujeres rubias por diversión, haciendo que comience la cacería. Una pandilla de sicópatas ricos que se dedica a matar a chicas en el bosque por diversión elige como nueva víctima a una joven que resulta ser una asesina profesional.

## Reparto
- Abigail Breslin como Veronica
  - Gracyn Shinyei como Veronica joven
- Alexander Ludwig como Jameson
- Wes Bentley como William
- Logan Huffman como Daniel
- Cameron Bright como Shane
- Reece Thompson como Nelson
- Francesca Eastwood como Gwen Thomas
- Emma Paetz como Jennifer
- Desiree Zurowski
- Brett London

## Producción

### Desarrollo
El 29 de noviembre de 2011, Variety anunció que el fotógrafo Tyler Shields hará su debut dirigir con Final Girl, y que será producida por Prospect Park.

### Casting
El 21 de mayo de 2012, Abigail Breslin se unió a la película como la protagonista femenina. Después, en octubre de 2012, Alexander Ludwig también se unió al reparto. En ese mismo mes, Wes Bentley se unió al reparto interpretando un papel desconocido. Otros actores se unieron después incluyendo a Logan Huffman, Cameron Bright, y Francesca Eastwood.

### Rodaje
El rodaje inició en noviembre de 2012 en Vancouver, British Columbia, Canadá.

## Estreno
El film fue estrenado en los Estados Unidos el 14 de agosto de 2015, teniendo un estreno limitado y a través de video on demand. En el Reino Unido el 31 de agosto de 2015 en video on demand.

## Recepción
En Rotten Tomatoes se informa que el 27% de los 11 críticos encuestados dio a la película una revisión positiva de un promedio de 3.2/10. Justin Chang de Variety escribió: "... la acción subsiguiente de puñetazos se siente repetitiva y predecible, a pesar de los destellos regulares de inspiración visual".